# Jorge Costa
Jorge Paulo Costa Almeida, conhecido como Jorge Costa, (Porto, 14 de outubro de 1971 – Porto, 5 de agosto de 2025) foi um futebolista, treinador e dirigente desportivo português, que desempenhou o cargo de Diretor de Futebol Profissional do Futebol Clube do Porto, desde 2024 até à sua morte.
Enquanto futebolista, fez grande parte da sua carreira no Futebol Clube do Porto, tendo sido o capitão da equipa durante várias épocas.
Era conhecido como o Bicho pelos seus colegas e pelos adeptos e em Inglaterra como Tanque.

## Carreira

### Futebolista
Jogador carismático do FC Porto, teve a sua primeira aventura fora do país após ter sido votado ao ostracismo pelo técnico Octávio Machado assinando pelo Charlton Athletic. Regressou na época seguinte, já com José Mourinho no comando do FC Porto, tendo feito parte da equipa que venceu a Taça UEFA em 2003, a Liga dos Campeões e a Taça intercontinental em 2004.
A chegada de Co Adriaanse ao FC Porto, em 2005, marca um novo ciclo na sua vida, com o treinador holandês a deixar claro que não o considerava opção para a defesa, levando Jorge Costa, pela segunda vez, a prosseguir a sua carreira no estrangeiro, juntando-se ao ex-companheiro de FC Porto e selecção, Sérgio Conceição, no Standard de Liège, clube onde disputou as últimas partidas oficiais.
Publicou a sua biografia  O Capitão  a 13 de Agosto de 2005 cuja apresentação decorreu na Ribeira (Porto).
A poucos dias de completar 35 anos, no dia 5 de Outubro de 2006, confirmou a sua retirada do futebol profissional deixando assim uma carreira recheada de títulos.

### Treinador
Em Dezembro de 2006, ingressa na sua carreira de treinador de futebol, tendo sido nomeado adjunto de Rogério Gonçalves no Sporting Clube de Braga.
No dia 19 de Fevereiro de 2007 torna-se treinador principal do Sporting Clube de Braga depois da saída de Rogério Gonçalves do comando do conjunto minhoto. Esta ligação manteve-se até dia 30 de Outubro de 2007, aquando do clube prescindir deste enquanto técnico.
Em Junho de 2008 assinou por um ano como treinador principal do Sporting Clube Olhanense, da Liga de Honra.
No dia 17 de Maio de 2009, sagrou-se campeão da Liga de Honra pelo Olhanense, levando o clube ao primeiro escalão do Português, 34 anos após a última presença deste na então Primeira Divisão.
Em seguida seria treinador da Académica de Coimbra, assumindo no Verão de 2011 o comando técnico do Cluj, da Roménia, pelo que teve de pagar a indemnização à Académica de 150 mil euros, devida ao clube por incumprimento do contrato por parte do treinador.
Dia 9 de Abril de 2012 foi despedido do Cluj, depois da derrota por 5-0 com o Rapid Bucureşti.
Dia 23 de Outubro de 2012 foi apresentado como o novo treinador do AEL Limassol do Chipre. Após isso foi treinador do Anarthosis Famagusta até janeiro de 2014.
Em fevereiro de 2014, Jorge Costa sucedeu ao professor Henrique Calisto no comando técnico do FC Paços de Ferreira com contrato válido até 2014/15.
Em 2 de Julho de 2014 foi noticiado que Jorge Costa passara a ser o seleccionador nacional do Gabão.
No fim de Junho de 2017, foi noticiado que Jorge Costa passara a ser o treinador do Futebol Clube de Arouca. Depois de passagens por Tours FC, Mumbay City, Gás Metan, Farense e SFAX, foi anunciado treinador do Académico de Viseu em 2022.
Jorge Costa assumiu o comando dos viriatos na 17ª posição do campeonato e deixou a equipa no 4º lugar da 2ª Liga, a 6 jogos do final da competição. Em 34 jogos somou 20 vitórias, 9 empates e 5 derrotas, numa época em que alcançou as meias finais da Taça da Liga e os quartos de final da Taça de Portugal.
Para a época 2023/24 foi anunciado como novo treinador do AFS Vila das Aves, emblema que assumiu a licença de participação na II Liga detida pelo Vilafranquense.

### Dirigente
Em 2024, com a entrada em funções da nova estrutura dirigente do Futebol Clube do Porto, Jorge Costa regressa ao clube assumindo a pasta de Diretor de Futebol Profissional, numa aposta da nova direção liderada por André Villas-Boas.

## Morte
A saúde de Jorge Costa já tinha sofrido um revés em 2022, quando o ex-central sofreu um problema cardíaco que o levou, à data, a ser internado no Hospital de Santa Cruz, onde foi submetido a uma intervenção cirúrgica e tendo acabado por se recuperar. 
Entretanto, a 5 de Agosto 2025, não resistiu depois de ter sofrido uma paragem cardiorrespiratória enquanto se encontrava no Centro de Treinos do Olival. Ainda foi assistido e transportado para o Hospital de São João em estado muito grave, mas o óbito acabou por ser declarado no local.

## Títulos

### Jogador
- Campeonato Português : 92/93, 94/95, 95/96, 96/97, 97/98, 98/99, 02/03 e 03/04
- Taça de Portugal : 93/94, 97/98, 99/00, 00/01 e 02/03
- Supertaça de Portugal : 93/94, 94/95, 95/96, 98/99, 99/00, 01/02, 03/04 e 04/05
- Taça UEFA : 02/03
- Liga dos Campeões da UEFA : 03/04
- Taça Intercontinental : 2004
- Campeão Mundial de Sub-20 em 1991

### Treinador
- Liga de Honra: 2008-09 - Olhanense
- Liga Romena: 2011/12 - CFR Cluj